# 1329 w polityce

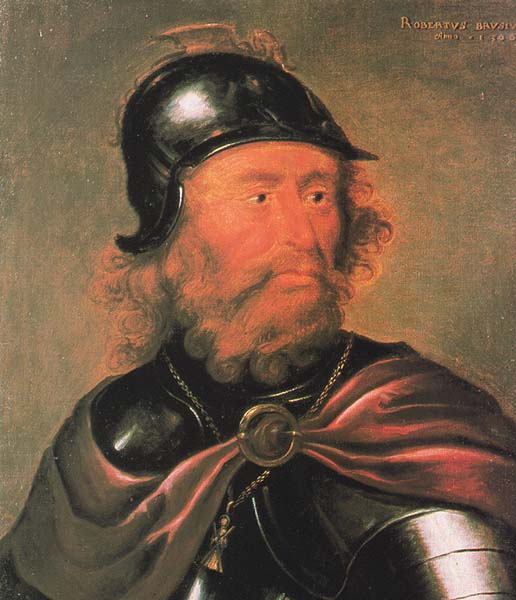
Robert I Bruce

Wydarzenia polityczne w 1329 roku.

## Wydarzenia
- styczeń-luty wyprawa krzyżowa Jana Luksemburskiego i Krzyżaków na Żmudź[1][2].
- 12 marca sojusz Jana Luksemburskiego i Werner von Orseln wymierzony w Polskę i Litwę[1][2].
- 23 kwietnia najazd Krzyżaków na Włocławek[3].
- październik układ w Landsbergu[3].
- Dawid II Bruce został królem Szkocji[4].

## Urodzili się
- 29 listopada Jan I Dziecię, książę Dolnej Bawarii[5].

## Zmarli
- 7 czerwca Robert I Bruce, król Szkocji[6].